# یوگنی بلوشیکین
یوگنی بلوشیکین (انگلیسی: Yevgeni Belosheikin; ۱۷ آوریل ۱۹۶۶ – ۱۸ نوامبر ۱۹۹۹) بازیکن هاکی روی یخ اهل شوروی بود.